# 全日本学生自治会总联合

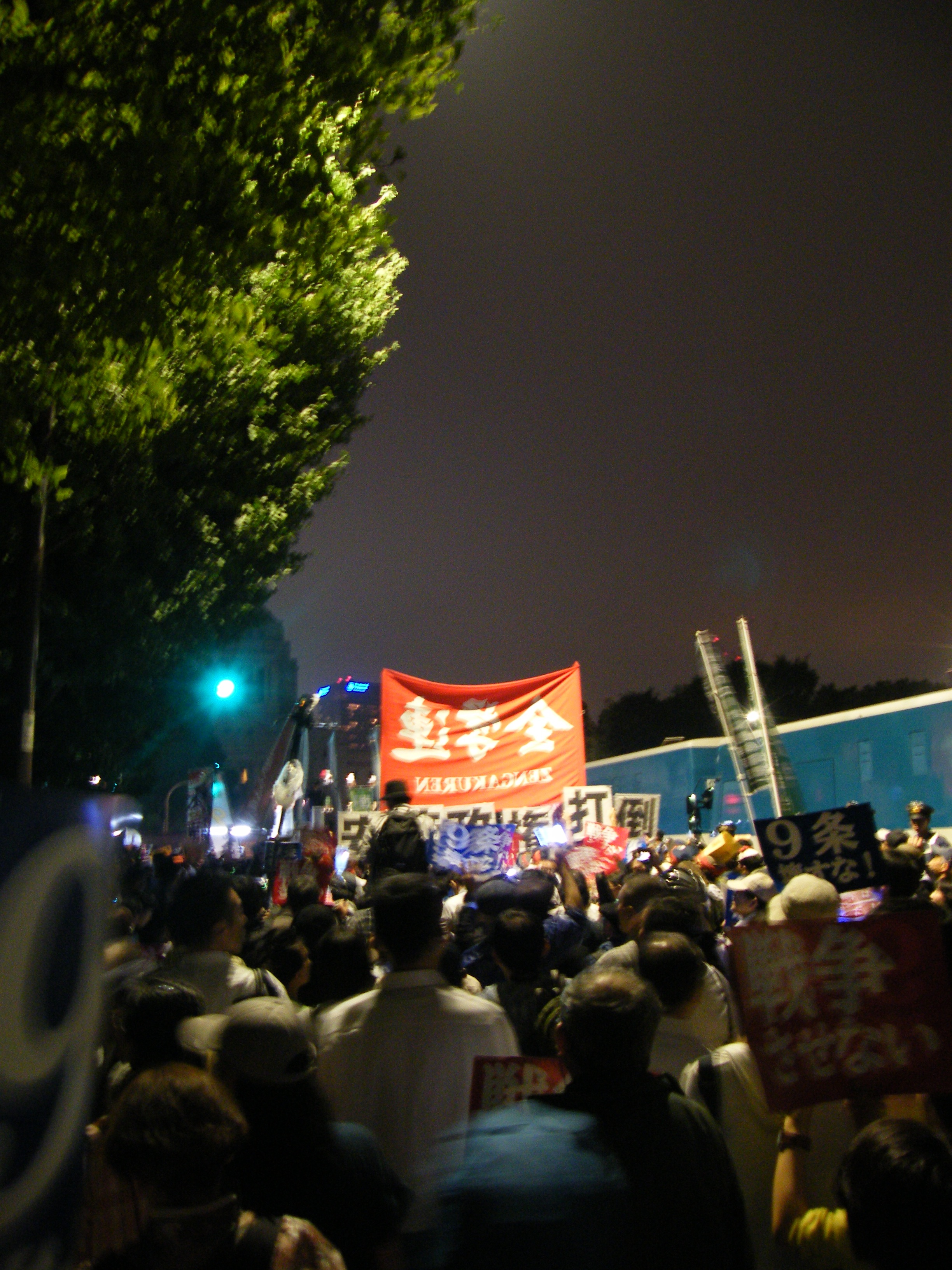
2015年时反对《和平安全法制》的全学连示威者

全日本学生自治会总联合（日语：／*/?）成立于1948年，是由日本145所大学的学生自治会组成的学生自治会联合组织，简称为全学联（日语：／*/?）。
由于日本共产党系的民青系派系（日本民主青年同盟）和新左翼党派的各学生组织系组织派系之间的分裂，自1970年代后，全学联已不再处于学生运动的领导地位。1999年之后，有五个团体各自声称自己是全学联，但目前部分团体已停止活动。
该组织与全学共鬥会议并没有直接的关系。

## 概要
1999年，以下5个团体各自宣称自己是“全学联”，但目前部分团体已停止或暂停活动。5个全国学联的情况如下所述。在这里，为了方便起见，在上层或相关组织中加上“系”来进行区分。另外，通常情况下，除了民青系全国学联之外，各个学联在自我介绍时都会附带委员长姓名以区别开来（例如，“全国学生联合会（○○委员长）”）。
- 革马派系 - 13所大学14个自治会 （截至2017年）[5]
- 日本共产党（民青）系 - 活动休止（截至2021年）[6]
- 中核派系 - 5所大学5个自治会（截至2017年）[5]
- 革劳协（现代社派）系 - 无加入的学生自治会（截至2017年）[5]
- 革劳协（赤砦社派）系- 无加入的学生自治会（截至2017年）[5]

需要注意的是，上述加入的学生自治会与大学认可与否无关。

## 历史
1948年，由145所大学的学生自治会组成，并最初受到日本共产党的强烈影响。然而，从1955年开始，对日本共产党持批评态度的派别（新左翼）成为主流派。在1960年代，他们展开了激烈的学生运动，如安保斗争等，但在这个过程中组织分裂，并在1970年代以后失去了领导地位。
有关全国学联大会和历任委员长的列表，请参考全日本学生自治会总联合的历史。